# Aartsbisdom Jaro

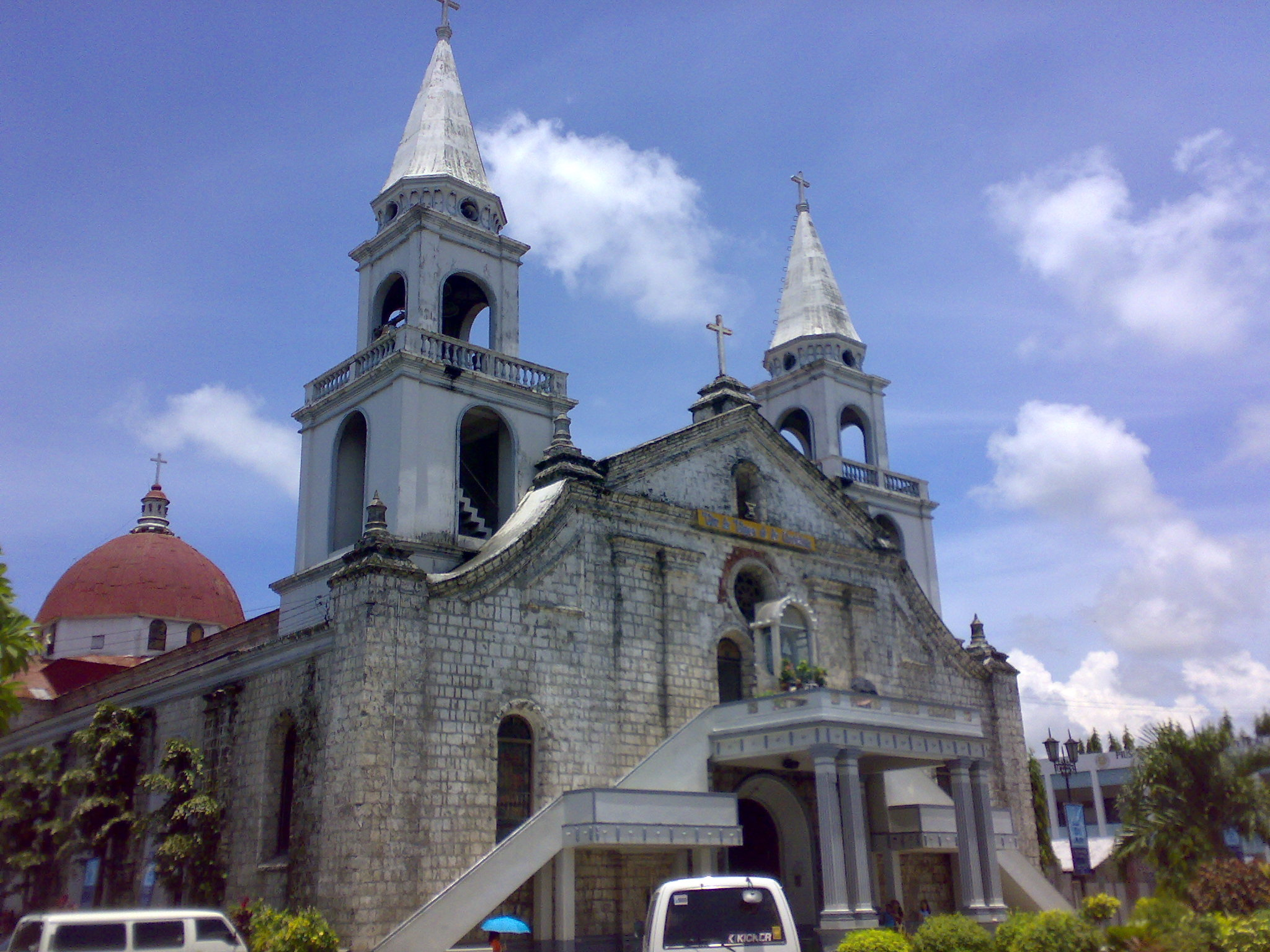
Kathedraal van Jaro

Het Aartsbisdom Jaro  (Latijn: Archidioecesis Iarensis o S. Elisabeth) is een van de 16 rooms-katholieke aartsbisdommen van de Filipijnen. Het gebied van het aartsbisdom Jaro omvat de provincies Iloilo en Guimaras. De suffragane bisdommen zijn Bacolod, San Jose de Antique, San Carlos en Kabankalan in Negros Occidental. De metropolitane kathedraal van het aartsbisdom Jaro is de Kathedraal van Jaro. De aartsbisschop van Jaro is sinds 2000 Angel Lagdameo. Het aartsbisdom had in 2006 een totaal aantal van 2.104.402 geregistreerde gedoopte katholieken.

## Geschiedenis
Het bisdom Jaro werd op 25 april 1868 gecreëerd als suffragaan bisdom van het aartsbisdom Manilla. De eerste bisschop was Mariano Cuartero y Medina van de Dominicaanse orde. Het bisdom omvatte in die tijd nog de provincies de eilanden Panay en Negros en de provincies Palawan, Romblon, Jolo, Zamboanga, Cotabato, Davao. Dit grote bisdom werd later opgesplitst door het ontstaan van de bisdommen Zamboanga in 1910, Bacalod in 1933, Capiz in 1951 en San Jose de Antique in 1962. Op 29 juni 1951 werd het bisdom door Paus Pius XII verheven tot aartsbisdom met de bisdommen Bacolod, Capiz en het prelaat Nullius van Antique als suffragane bisdommen.

## Bisschoppen
- Mariano Cuartero y Medina (20 sep 1867 - 16 jul 1884)
- Leandro Arrúe Agudo (27 mar 1885 - 24 okt 1897)
- Andrés Ferrero Malo (24 mar 1898 - 27 okt 1903)
- Frederick Zadok Rooker (12 jun 1903 - 20 sep 1907)
- Dennis Joseph Dougherty (19 apr 1908 - 6 dec 1915)
- Maurice Patrick Foley (6 sep 1916 - 7 aug 1919)
- James Paul McCloskey (8 mar 1920 - 10 apr 1945)
- José Maria Cuenco (24 nov 1945 - 8 okt 1972)
- Jaime Lachica Sin (8 okt 1972 - 21 jan 1974)
- Artemio G. Casas (11 mei 1974 - 25 okt 1985)
- Alberto Jover Piamonte (2 apr 1986 - 17 dec 1998)
- Angel Lagdameo (11 mar 2000 - 14 feb 2018)
- Jose Romeo Lazo (14 feb 2018 - heden)